# مدیریت بر مبنای هدف
مدیریت بر مبنای هدف به مشارکت افراد در تعیین هدف تأکید می‌شود. این هدفها باید قابل لمس، قابل تأیید وقابل سنجش یا اندازه‌گیری باشند یا به عبارت دیگر فرایندی که به واسطهٔ آن رئیس و زیر دست با کمک هم اهداف را شناسایی کرده همچنین معیار عملکرد و مسؤلیت افراد را تعریف می‌نمایند.

## تاریخچه
نخست این نظریه توسط پیتر دراکر ارائه شد. گرچه پیتر دراکر به عنوان پدر مدیریت بر مبنای هدف شناخته می‌شود امّا این جورج اودیورن بود که با بیان چهار فرضیه اساسی خود مدیریت بر مبنای هدف را به عموم شناساند.

### چهار فرض اساسی جورج اودیورن
1. تعیین هدف یا هدفهای مشخص
2. تصمیم‌گیری مشارکتی
3. بازخورد عملکرد
4. تعیین زمان

## هدف گذاری
در این سیستم لازم است پیش از هرکاری ابتدا اهداف تعیین بشوند. برای مشخص شدن این اهداف لازم است از یک سری باید، نباید و اصول پیروی بشود.

### باید ها
1. بلافاصله شروع کنید.
2. واقع بین باشید.
3. بلندپرواز اما صبور باشید.

### نباید ها
1. جایی برای ابهام باقی نگذارید.
2. مرتبا اهداف را به خودتان یادآوری کنید.

### اصول
1. خوش بینی به مقدار کافی لازمه هر هدف گذاری است.
2. اهدافتان را از ذهنتان به روی کاغذ منتقل کنید.
3. هدفی متناسب با منابع تان انتخاب کنید.
4. خودتان را باور داشته باشید.

سیستم های هدف گذاری فراوانی وجود دارند. مانند اسمارت، OKR، سیستم چابک و... که هرکدام اصول خاص خودشان را دارند که آنها را به سیستمی متفاوت و خاص تبدیل کرده است، اما اصول و باید و نباید های فوق آنهایی است که در تمام آنها مستتر است و لازم است از ابتدا لحاظ بشوند.
پس از هدف گذاری شما می توانید به مدیریت بر اساس سیستم خودتان روی بیآورید.
یکی از بهترین سیستم ها OKR است. جان دوئر در کتاب خودش به معرفی کامل این سیستم پرداخته است.

## مدیریت بر مبنای هدف و اهداف سازمانی
ارزش مدیریت بر مبنای هدف در این است که می‌توان به وسیله آن هدفهای کوچک سازمانی را به صورت هدفهای خاص برای واحد سازمان و اعضای آن درآورد. به وسیله این روش کل هدفهای سازمان به صورت هدفهایی خاص درآمده که در سطوح سازمانی قرار می‌گیرند. ازآنجایی که مدیران واحدهای پایین ترسازمان در تعیین هدفهای مربوطه مشارکت می‌کنند، باید گفت مدیریت برمبنای هدف، در سازمان، مسیر پایین به بالا می‌پیماید، و نه مسیر بالا به پایین.

## ارتباط مدیریت بر مبنای هدف و نظریه تعیین هدف
هنگامی که از مدیریت بر مبنای هدف را با نظریه تعیین هدف مقایسه می‌کنیم، اگر هدفهای مورد نظر مشکل باشند به گونه‌ای که فرد احساس کند به همکاری دیگران نیاز دارد، در آن صورت مدیریت بر مبنای هدف کارسازتر خواهد بود. تنها مورد اختلاف مدیریت بر مبنای هدف و نطریه تعیین هدف، مربوط به مسئله مشارکت دادن افراد است.